# Kuurne-Bruxelles-Kuurne 2025
La Kuurne-Bruxelles-Kuurne 2025, settantantottesima edizione della corsa e valevole come nona prova dell'UCI ProSeries 2025 categoria 1.Pro, si svolse il 2 marzo 2025 su un percorso di 196,9 km, con partenza a Kortrijk ed arrivo a Kuurne, in Belgio. La vittoria fu appannaggio del belga Jasper Philipsen, il quale completò il percorso in 4h42'24", alla media di 41,834 km/h, precedendo l'olandese Olav Kooij e il francese Hugo Hofstetter.

## Squadre e corridori partecipanti
| N.      | Cod. | Squadra                         |
| ------- | ---- | ------------------------------- |
| 1-7     | TVL  | Team Visma-Lease a Bike         |
| 11-17   | ADC  | Alpecin-Deceuninck              |
| 21-27   | ARK  | Arkéa-B&B Hotels                |
| 31-37   | TBV  | Bahrain Victorious              |
| 41-47   | COF  | Cofidis                         |
| 51-57   | DAT  | Decathlon AG2R La Mondiale Team |
| 61-67   | EFE  | EF Education-EasyPost           |
| 71-77   | GFC  | Groupama-FDJ                    |
| 81-87   | IWA  | Intermarché-Wanty               |
| 91-97   | LTK  | Lidl-Trek                       |
| 101-107 | MOV  | Movistar Team                   |
| 111-117 | RBH  | Red Bull-Bora-Hansgrohe         |
| 121-127 | SOQ  | Soudal Quick-Step               |

| N.      | Cod. | Squadra                |
| ------- | ---- | ---------------------- |
| 131-137 | JAY  | Team Jayco AlUla       |
| 141-147 | TPP  | Team Picnic PostNL     |
| 151-157 | UAD  | UAE Team Emirates XRG  |
| 161-167 | XAT  | XDS Astana Team        |
| 171-177 | IPT  | Israel-Premier Tech    |
| 181-187 | LOT  | Lotto                  |
| 191-197 | Q36  | Q36.5 Pro Cycling Team |
| 201-207 | TFB  | Team Flanders-Baloise  |
| 211-217 | TUD  | Tudor Pro Cycling Team |
| 221-227 | RKT  | Unibet Tietema Rockets |
| 231-237 | UXM  | Uno-X Mobility         |
| 241-247 | WB2  | Wagner Bazin WB        |

## Ordine d'arrivo (Top 10)
| Pos. | Corridore           | Squadra     | Tempo    |
| ---- | ------------------- | ----------- | -------- |
| 1    | Jasper Philipsen    | Alpecin     | 4h42'24" |
| 2    | Olav Kooij          | Visma       | s.t.     |
| 3    | Hugo Hofstetter     | Israel      | s.t.     |
| 4    | Arne Marit          | Intermarché | s.t.     |
| 5    | Rick Pluimers       | Tudor       | s.t.     |
| 6    | Jonathan Milan      | Lidl        | s.t.     |
| 7    | Marijn van den Berg | EF          | s.t.     |
| 8    | Pavel Bittner       | Picnic      | s.t.     |
| 9    | Lukáš Kubiš         | Unibet      | s.t.     |
| 10   | Milan Fretin        | Cofidis     | s.t.     |